# Waggonbau Görlitz

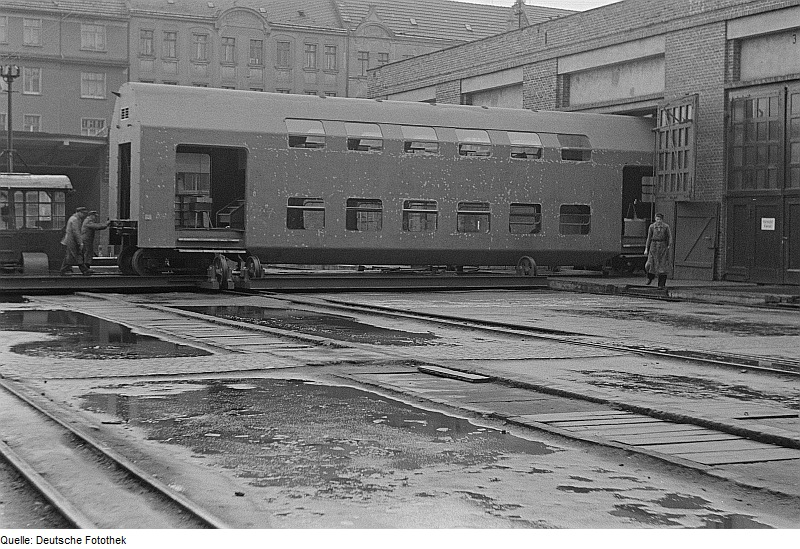
Montaż wagonu piętrowego w zakładach VEB Waggonbau Görlitz (1952)

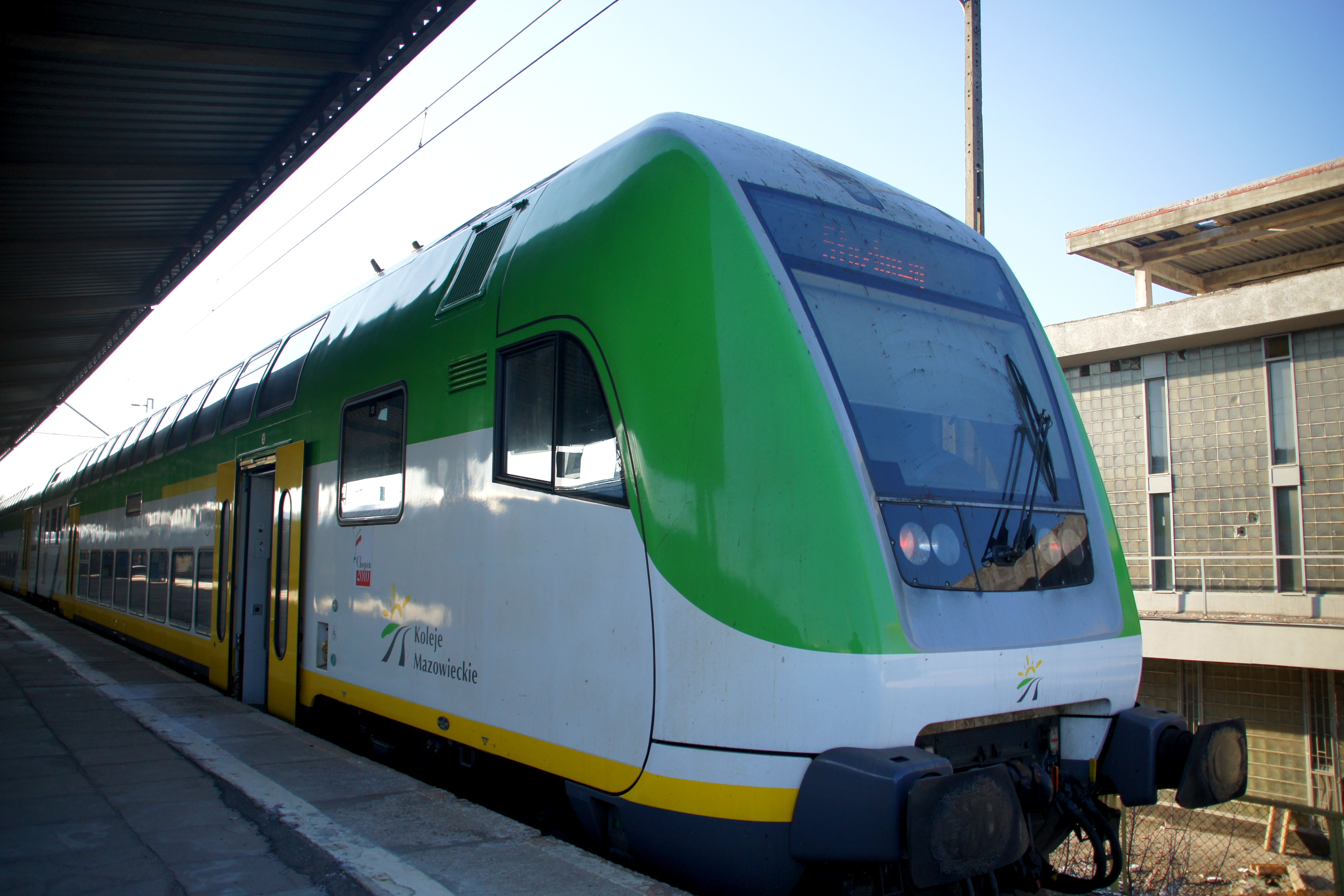
Bombardier Twindexx dla Kolei Mazowieckich produkcji zakładów Bombardier Transportation w Görlitz (2011)

Waggon- und Maschinenbau AG, WUMAG, VEB Waggonbau Görlitz – założone w 1847 roku w Görlitz zakłady produkujące tabor kolejowy. Od roku 1997 wchodziły w skład Bombardier Transportation, w 2021 przejęte przez Alstom, który zadecydował o zakończeniu produkcji i zamknięciu zakładu. W 2025 fabrykę przejęła grupa KNDS Deutschland na potrzeby produkcji zbrojeniowej.

## Historia
pierwsze wagony kolejowe wyprodukował tu w 1894 Christoph Lüders. Po połączeniu z innymi niemieckimi przedsiębiorstwami (już jako WUMAG) zakłady stały się jednymi z największych dostawców wagonów w Niemczech. WUMAG został producentem salonek dla rządu pruskiego, najszybszego niemieckiego pociągu lat 30. kursującego między Berlinem i Hamburgiem (niem. Der Fliegende Hamburger – Latający Hamburczyk), pierwszych wagonów piętrowych, a także pociągu salonowego dla Mao Zedonga (1956) i innych pociągów luksusowych. W okresie NRD (jako VEB Waggonbau Görlitz) najważniejszymi produktami eksportowymi stały się wagony piętrowe, które do dziś eksploatowane są w ponad 20 krajach w Europie i na świecie (także w Polsce – oznaczone na PKP jako Bipa, Bhp czy Bdhpumn). Zakłady były także producentem elektrycznych zespołów trakcyjnych dla PKP serii EW52, EN56 i ED70.
W latach 2007–2008 w Görlitz wyprodukowano nadwozia i przeprowadzono ostateczny montaż 37 wagonów piętrowych zamówionych przez Koleje Mazowieckie. Dostarczone wagony są przystosowane do pracy w systemie push-pull z lokomotywami Bombardier Traxx P160 DC oznaczonymi serią EU47.